# Рождение (фильм, 1976)
«Рождение» — советский двухсерийный фильм 1976 года снятый на киностудии «Арменфильм» режиссёром Фрунзе Довлатяном.

## Сюжет
Об установлении Советской власти в Армении в начале 1920-х годов. Ленин направляет в Ереван своего соратника Александра Мясникяна…

В фильме «Рождение» показано то, с чего приходилось начинать Советской власти в Армении. Нужно было залечивать кровоточащие раны, вливать эликсир жизни в отчаявшихся людей, заботиться о хлебе насущном… Ярко воссоздается атмосфера первых месяцев строительства новой жизни в Советской Армении и образ выдающегося государственного деятеля, соратника Ленина Александра Мясникяна. Хорен Абрамян создал на экране убедительный образ несгибаемого большевика.— Искусство Советской Армении за 60 лет. — Издательство АН Армянской ССР, 1980. — 149 с. — с. 55

## В ролях
- Хорен Абрамян — Александр Мясникян
- Армен Айвазян — Сергей Лукашин
- Мигран Кечоглян — Погос Макинцян
- Артём Фодулян — Авис Нуриджанян
- Маис Карагезян — Арамаис Ерзинкян
- А. Аристакесян — Асканаз Мравян
- Л. Кочарян — Амбарцумян
- В. Сепетчян — Бекзадян
- Фаддей Асоян — Каринян
- Карлос Мартиросян — Амирханян
- Вахтанг Михелидзе — Орджоникидзе
- Сос Саркисян — Мурза
- Азат Гаспарян — Егише Чаренц
- Грант Саркисян — Мартирос Сарьян
- Нонна Петросян — Шушаник Кургинян
- София Саркисян — Серик Давтян
- Карен Джангирян — Симоник Пирумов
- Левон Нерсесян — Осик Бек-Пирумов
- Екатерина Градова — Ксения
- Вера Алентова — Оленина
- Евгений Стеблов — Журавлёв
- Эл. Вартанян — Сусанна
- Шакэ Тухманян — Анушик